# Најкориснији играч Еврокупа у кошарци
Најкориснији играч Еврокупа (енгл. EuroCup Basketball MVP) годишња је награда коју Еврокуп у кошарци додељује играчу који је приказао најбољу игру током читаве сезоне, изузев фајнал фора. Награда је установљена у сезони 2008/09, а до сада је ниједан играч није добио два пута. УНИКС Казањ и Химки су једини клубови из чијих редова су дошла по два добитника.

## Досадашњи добитници
Легенда:
|  | Играч је у истој сезони био и МВП финала Еврокупа. |

| Сезона   | Играч                  | Клуб                    | Изв.  |
| -------- | ---------------------- | ----------------------- | ----- |
| 2008/09. | Чак Ејдсон             | Лијетувос ритас         |       |
| 2009/10. | Марко Банић            | Билбао                  |       |
| 2010/11. | Донтеј Дрејпер         | Цедевита                |       |
| 2011/12. | Патрик Беверли         | Спартак Санкт Петербург |       |
| 2012/13. | Ник Калатес            | Локомотива Кубањ        |       |
| 2013/14. | Ендру Гаудлок          | УНИКС Казањ             |       |
| 2014/15. | Тајрис Рајс            | Химки                   |       |
| 2015/16. | Ерик Меколум           | Галатасарај             |       |
| 2016/17. | Алексеј Швед           | Химки (2)               |       |
| 2017/18. | Скоти Вилбекин         | Дарушафака              |       |
| 2018/19. | Лук Сикма              | АЛБА Берлин             |       |
| 2019/20. | Награда није додељена. | Награда није додељена.  | [ 1 ] |
| 2020/21. | Џамар Смит             | УНИКС Казањ (2)         | [ 2 ] |
| 2021/22. | Мамаду Жаите           | Виртус Болоња           | [ 3 ] |
| 2022/23. | Џеријан Грант          | Турк Телеком            | [ 4 ] |
| 2023/24. | Ти-Џеј Шортс           | Париз                   | [ 5 ] |
| 2024/25. | Џаред Харпер           | Хапоел Јерусалим        | [ 6 ] |

## Број изабраних играча по клубовима
| Клуб                    | Број изабраних играча |
| ----------------------- | --------------------- |
| УНИКС Казањ             | 2                     |
| Химки                   | 2                     |
| АЛБА Берлин             | 1                     |
| Билбао                  | 1                     |
| Галатасарај             | 1                     |
| Дарушафака              | 1                     |
| Локомотива Кубањ        | 1                     |
| Париз                   | 1                     |
| Ритас                   | 1                     |
| Спартак Санкт Петербург | 1                     |
| Турк Телеком            | 1                     |
| Хапоел Јерусалим        | 1                     |
| Цедевита                | 1                     |